# Monti della Kolyma
I Monti della Kolyma (conosciuti anche come Altopiano della Kolyma; in russo Колымское нагорье?, Kolymskoe Nagor'e) sono una catena montuosa della Russia siberiana nordorientale, compresi quasi interamente nell'Oblast di Magadan.

## Geografia
Si estendono per circa 1.300 km in un arco allungato in direzione sudovest-nord, dalle sorgenti del fiume Anadyr' a nordest fino ai bacini dei fiumi Ola e Bujunda a sudovest; culminano a 1.962 metri di quota in una loro sezione chiamata monti di Omsukčan.
Il versante settentrionale è tributario del Mar Glaciale Artico, attraverso appunto il fiume Kolyma, mentre il versante meridionale manda le sue acque al Mare di Ochotsk, del quale segue per un pezzo la costa (golfo di Šelichov).

## Clima
Il clima in questa zona montuosa è ovviamente molto rigido, ma si registrano delle marcate differenze tra i versanti occidentali, più continentali, e i versanti esterni, più marittimi; le temperature medie di luglio variano tra i 4 °C delle zone orientali (esterne) agli 8-10 °C dei versanti occidentali (interni), mentre i valori medi di gennaio oscillano tra i -20 °C dei versanti orientali fino ai -40 °C dei versanti occidentali.
Dato il clima, fra i più rigidi della Terra, i monti della Kolyma sono pressoché disabitati.